# Opinions de Darwin sur les femmes
Les opinions de Charles Darwin sur les femmes sont exposées principalement dans son livre La Filiation de l'homme et la sélection liée au sexe ; les recherches récentes sur ce thème prennent aussi en compte la correspondance de l'auteur. Les spécialistes sont divisés dans leurs appréciations relatives aux positions du naturaliste anglais : pour certains, l'idée d'une infériorité naturelle de la femme exposée dans l'œuvre de Charles Darwin relève d'une vision sexiste des différences entre les sexes ; pour d'autres, Darwin en affirmant que cette infériorité des femmes est le résultat d'un processus évolutif, qui n'avait rien d'inévitable, a ouvert la voie à un nouveau discours féministe fondé sur un anti-essentialisme biologique.     

## Théorie de la sélection sexuelle
Darwin expose ses vues sur les femmes dans La Filiation de l'homme, au moment où il développe la théorie de la sélection sexuelle, qu'il a élaborée pour rendre compte des différences entre hommes et femmes.
La compétition entre membres d'une même espèce et du même sexe en vue de la reproduction tourne à l'avantage de certains individus, qui engendrent plus que leurs concurrents une progéniture nombreuse. Cette sélection sexuelle produit des variations qui finissent par former des caractères héréditaires. Darwin se fonde sur une idée qui n'a plus cours aujourd'hui selon laquelle les caractères acquis se transmettent génétiquement.
Dans la lutte des mâles pour la possession des femelles, l'avantage revenant à ceux qui ont le plus d'audace et d'intelligence, les hommes sont devenus, à la suite d'un processus évolutif, « plus courageux, pugnaces et énergiques que la femme, avec un génie plus inventif. Le cerveau de l'homme est absolument plus grand, […] la formation du crâne de la femme serait intermédiaire entre l'enfant et l'homme ». Certes, ce sont les femmes qui choisissent les hommes, mais les hommes évoluent et se différencient davantage, de sorte qu'au cours du temps ils acquièrent plus de puissance et d'intelligence. 

La théorie de la sélection sexuelle conduit à l'affirmation d'une supériorité masculine indiscutable ; Darwin écrit à ce sujet : 

« ce qui établit la distinction principale dans la puissance intellectuelle des deux sexes, c’est que l’homme atteint, dans tout ce qu’il entreprend, un point auquel la femme ne peut arriver, quelle que soit, d’ailleurs, la nature de l’entreprise, qu’elle exige ou une pensée profonde, la raison, l’imagination, ou simplement l’emploi des sens et des mains,. »

## Darwin sexiste

### Infériorité naturelle des femmes
Selon Patricia Fara, Darwin justifie les conceptions sexistes couramment admises dans l'Angleterre victorienne. Il a ainsi présenté l'infériorité des femmes comme le résultat d'un processus naturel et inévitable. Les hommes pratiquant la chasse et protégeant leurs familles auraient exercé davantage leurs facultés intellectuelles tout au long des millénaires, et seraient dotés aujourd'hui d'un cerveau plus performant que celui des femmes. De leur côté, les femmes auraient développé des qualités propres comme « l'intuition, l'empathie et la sensibilité » qui auraient fini par devenir des traits biologiques ; pour certains scientifiques influencés par Darwin, cette caractérisation rapproche les femmes des animaux et des peuples considérés au XIXe siècle comme primitifs. 
Selon le biologiste Steven Rose, la tentative de sauver une partie de la doctrine darwinienne — celle qui traite des relations entre les sexes notamment — en la séparant du « mauvais » darwinisme social se heurte aux problèmes insurmontables que posent les textes de Darwin. S. Rose déplore que dans le sillage de Darwin, les sciences biologiques soient en passe aujourd'hui d'être « re-sexuées » et aussi re-racialisées.
Selon Evelleen Richards, Darwin dans ses analyses relatives aux femmes n'est pas seulement un homme de science, il est aussi imprégné des stéréotypes de la société de son époque : « les conclusions de Darwin, écrit-elle, sont déterminées autant par son engagement en faveur d’une explication naturaliste ou scientifique des caractéristiques mentales et morales de l’homme que par ses hypothèses socialement induites sur l’infériorité innée et la domesticité des femmes ».

### Retard des femmes dans le développement évolutif
Certains spécialistes remarquent que dans sa théorie de la sélection sexuelle, Darwin concentre toute son attention sur les mâles : il s'attarde longuement sur le processus qui a permis aux hommes de développer des caractères masculins, mais il porte peu d'intérêt aux  phénomènes équivalents chez les femelles. Dans La femme qui n’avait jamais évolué (1981), la primatologue Sarah Blaffer Hrdy a tenté de montrer que si l'on admet le rôle de la compétition dans l'évolution, les femmes aussi ont été actrices dans ce processus.

### Contexte intellectuel du XIXe siècle

#### Défenseurs des droits des femmes
En réponse aux spécialistes qui absolvent Darwin de l'accusation de sexisme au nom du contexte historique, Michel Husson souligne le fait que l'idée de domination masculine était déjà contestée à l'époque de l'auteur : Harriet Taylor Mill, par exemple, dans son essai sur l’émancipation des femmes publié en 1851, défend l'idée d'un droit de vote des femmes, et l'égal accès aux différentes métiers pour les femmes et les hommes. John Stuart Mill dans son livre sur l’assujettissement des femmes (1869) analyse leur situation d'infériorité comme un effet de l'oppression sociale  : « je crois, dit J. Stuart Mill, qu’il y a de la présomption à dire ce que les femmes sont ou ne sont pas, ce qu’elles peuvent être ou ne pas être, en vertu de leur constitution naturelle. Au lieu de les laisser se développer spontanément, on les a tenues jusqu'ici dans un état si contraire à la nature, qu’elles ont dû subir des modifications artificielles […] ; parmi les différences actuelles, les moins contestables peuvent fort bien être le produit des circonstances, sans qu’il y ait une différence dans les capacités naturelles »  ; J.S. Mill se déclare également en faveur des droits des femmes, et de leur droit de vote notamment.

#### Critiques de contemporains
Dès 1875 Antoinette Brown Brackwell dans The Sexes Throughout Nature (1875) a critiqué la manière dont Darwin présente l'homme comme un « idéal incontesté » et comme la jauge par rapport à laquelle il conviendrait de mesurer la femme,. Elle s'est insurgée également contre l'image darwinienne de la femme comme un homme peu développé, dont les qualités telles que l'intuition et la capacité d'imitation rappelleraient un état ancien de la civilisation,.

### Influence sur les théories scientifiques ultérieures
La journaliste scientifique Angela Saini, auteur de Inferior: How Science Got Women Wrong and the New Research That’s Rewriting the Story, considère que la psychologie évolutionniste, héritière moderne de la théorie darwinienne, perpétue la thèse de l'inégalité entre hommes et femmes soutenue dans La Filiation de l'Homme. 
Michel Husson souligne le fait que Darwin s'est abstenu de critiquer les scientifiques qui se sont réclamés de ses théories pour légitimer les inégalités entre les sexes.

## Darwin favorable à l'égalité des sexes

### La domination masculine est réversible
La domination des hommes est un effet de l'évolution, elle ne constitue donc pas un trait permanent des relations entre hommes et femmes. Patrick Tort s'oppose à la thèse d'un Darwin sexiste, en rappelant que  « le sexisme est un fixisme » ; or selon lui, Darwin admet la possibilité du changement. 
Darwin écrit ainsi : « l’égoïsme du mâle, qui a assuré sa domination et ses avantages évolutifs dans les premiers âges de l’évolution humaine, est appelé à être concurrencé, voire supplanté par l’altruisme assimilatif qui est le sceau de la civilisation, et dont la femme par ses comportements instinctifs individuels (protection et tendresse), était déjà porteuse ». L'inégalité que Darwin observe à son époque peut être réduite au moyen d'un travail d'éducation ,. Les espoirs placés dans l'éducation font l'objet d'un développement notamment dans le chapitre XXI de La Filiation de l’Homme.

### Moralité supérieure des femmes
Darwin pensait que les femmes, moins intelligentes que les hommes, leur étaient moralement supérieures. Darwin voit dans les soins donnés à la progéniture l'origine de l'altruisme, et du sentiment moral. La mère est ainsi placée dans la doctrine darwinienne du côté de l'instinct social et de l'action en faveur du faible. De plus elle est la première éducatrice, et joue ainsi un rôle moteur dans le processus de civilisation,.

### Darwin allié de pionnières de la science
Des recherches se sont récemment centrées sur les lettres que Darwin a échangées avec environ 150 femmes. Ces lettres révèlent des pensées et des actions privées parfois différentes de l'idéologie du genre des Victoriens. Elles montrent ainsi que Darwin a favorisé la carrière scientifique de pionnières de la science. Il a écrit à Eleanor Mary Dicey en 1877 au sujet de sa crainte que certaines femmes ne veuillent pas étudier la psychologie uniquement parce qu'elles sont des femmes. Il est entré en correspondance avec des femmes qui ont défié l'idéologie du genre comme Florence Dixie, une voyageuse et écrivaine qui a défendu l'égalité dans le mariage et composé un livre de science-fiction mettant en scène une société où les hommes et les femmes sont égaux. Darwin s'est appuyé pour certains de ses travaux sur des femmes dont sa fille Henrietta qui l'a aidé à éditer La Filiation de l'homme. 

### Postérité féministe de Darwin
Si Darwin a présenté l'état de la femme comme « intermédiaire entre l'enfant et l'homme », en raison du retard qu'accusent les femmes dans le développement évolutif, certaines des idées de l'auteur auraient cependant servi le féminisme moderne. Ainsi, selon Peggy Brilmyer, plusieurs lecteurs de Darwin ont affirmé que la doctrine de cet auteur ruinait en fait l'idée d'une inégalité sexuelle — ou même d'une différence sexuelle — naturelle et inévitable. Darwin ayant soutenu que tout dans la matière est transformable offrait une caution scientifique aux défenseurs des droits des femmes qui affirmaient que « si les hommes et les femmes étaient actuellement inégaux en termes de capacités intellectuelles ou physiques, de telles hiérarchies, apparemment naturelles, pourraient être transformées si les femmes avaient accès à des ressources matérielles différentes ».